# Benthophiloides brauneri
Benthophiloides brauneri é uma espécie de peixe da família Gobiidae e da ordem Perciformes.

## Morfologia
- Os machos podem atingir 7,2 cm de comprimento total e as fêmeas 5,1.[4][5]

## Reprodução
Os ovos são grandes e apresentam forma de pera.

## Alimentação
Alimenta-se de larvas de Chironomidae, pequenos crustáceos e gastrópodes.

## Habitat
É um peixe de clima temperado e demersal.

## Distribuição geográfica
É encontrado na Eurásia: rios e estuários do Mar Negro, Mar de Azov e Mar Cáspio.

## Observações
É inofensivo para os humanos.